# برونو كريمر
برونو كريمر (بالفرنسية: Bruno Cremer )‏
```
(و. 
1929 – 2010 
م
) هو 
ممثل
[
7
]
، 
وممثل مسرحي
، وممثل أفلام، من 
فرنسا
، توفي في 
باريس
[
8
]
، 
عن عمر يناهز 81 عاماً
، بسبب 
سرطان
.
```

## التعليم
تعلم في كور هاتمير ‏، والمعهد الوطني العالي للفنون الدرامية ‏.

## جوائز
حصل على جوائز منها:
- نيشان جوقة الشرف من رتبة ضابط.

## اعمال

### افلام
- عرس ابيض (1989)

## وصلات خارجية
- برونو كريمر على موقع IMDb (الإنجليزية)
- برونو كريمر على موقع قاعدة بيانات الأفلام العربية
- برونو كريمر على موقع ألو سيني (الفرنسية)
- برونو كريمر على موقع أول موفي (الإنجليزية)
- برونو كريمر على موقع قاعدة بيانات الأفلام السويدية (السويدية)
- برونو كريمر على موقع ديسكوغز (الإنجليزية)
- برونو كريمر على موقع قاعدة بيانات الفيلم (الإنجليزية)
- برونو كريمر على موقع كينوبويسك (الروسية)